# Elecciones municipales de 2019 en la provincia de Palencia
Las elecciones municipales de 2019 en la provincia de Palencia, al igual que en el resto de España, se celebraron el día 26 de mayo de 2019. Los electores palentinos votaron en esa misma jornada a los procuradores de la provincia en las Cortes de Castilla y León y conjuntamente con el resto del país, a los eurodiputados españoles en las elecciones europeas.

## Alcaldes salientes y alcaldes electos en municipios de más de 1.000 habitantes
| Municipio               | Alcalde saliente                   | Partido | Alcalde electo o reelecto          | Partido | Variación |
| ----------------------- | ---------------------------------- | ------- | ---------------------------------- | ------- | --------- |
| Aguilar de Campoo       | María José Ortega Gómez            | PP      | María José Ortega Gómez            | PP      | NO        |
| Astudillo               | Luis Santos González               | PP      | Luis Santos González               | PP      | NO        |
| Baltanás                | María José de la Fuente Fombellida | PP      | María José de la Fuente Fombellida | PP      | NO        |
| Barruelo de Santullán   | Javier Avelino Calderón Díez       | PP      | Cristian Delgado Alves             | PSOE    | SÍ        |
| Carrión de los Condes   | José Manuel Otero Sanz             | Cs      | José Manuel Otero Sanz             | Cs      | NO        |
| Cervera de Pisuerga     | María Francisca Peña de la Hera    | Cs      | Jorge Ibáñez Díaz                  | PSOE    | SÍ        |
| Dueñas                  | Miguel Ángel Blanco Pastor         | PSOE    | Miguel Ángel Blanco Pastor         | PSOE    | NO        |
| Grijota                 | David Ontaneda Bravo               | PSOE    | Jesús Ángel Tapia Cea              | PP      | SÍ        |
| Guardo                  | Juan Jesús Blanco Muñiz            | PP      | Gema Sanfélix Boubeta              | PSOE    | SÍ        |
| Herrera de Pisuerga     | Javier San Millán Merino           | PP      | Francisco Javier Fernández Ortega  | IPH     | SÍ        |
| Osorno la Mayor         | María Félix Dehesa Pastor          | PP      | María Félix Dehesa Pastor          | PP      | NO        |
| Palencia                | Carlos Alfonso Polanco Rebolleda   | PP      | Mario Simón Martín                 | Cs      | SÍ        |
| Paredes de Nava         | Luis Antonio Calderón Nájera       | PP      | Luis Antonio Calderón Nájera       | PP      | NO        |
| Saldaña                 | Gerardo Luis León Palenzuela       | PP      | Adolfo Fernando Palacios Rodríguez | PP      | SÍ        |
| Santibáñez de la Peña   | Manuel Maza de las Heras           | PP      | Manuel Maza de las Heras           | PP      | NO        |
| Velilla del Río Carrión | Gonzalo Pérez Ibáñez               | PP      | Belinda Mencía Solla               | PSOE    | SÍ        |
| Venta de Baños          | Rosa María Juanes Gutiérrez        | PSOE    | José María López Acero             | PSOE    | SÍ        |
| Villalobón              | Gonzalo Mota Alario                | PP      | Gonzalo Mota Alario                | PP      | NO        |
| Villamuriel de Cerrato  | Jesús María García Ruiz            | PSOE    | Roberto Martín Casado              | PP      | SÍ        |

Nueve municipios de más de 1.000 habitantes de la provincia de Palencia mantienen al alcalde (Aguilar de Campoo, Astudillo, Baltanás, Carrión de los Condes, Dueñas, Osorno la Mayor, Paredes de Nava, Santibáñez de la Peña y Villalobón), mientras que diez sí que han cambiado de regidor (Barruelo de Santullán, Cervera de Pisuerga, Grijota, Guardo, Herrera de Pisuerga, Palencia, Saldaña, Velilla del Río Carrión y Villamuriel de Cerrato).
El PP lidera diez ayuntamientos y recupera los de Villamuriel de Cerrato y Grijota al PSOE. Por el contrario, pierde los de Barruelo de Santullán, Guardo y Velilla del Río Carrión a favor del PSOE; el más importante de la provincia, el de la capital, que pasa a ser de Cs, y el de Herrera de Pisuerga, que está liderado por los independientes de IPH. Por su parte, los socialistas se hacen con las alcaldías de Barruelo de Santullán, Guardo y Velilla del Río Carrión, que anteriormente eran del PP, y con la vara de mando de Cervera de Pisuerga, que estaba encabezada por Cs. En cambio, pierden el Ayuntamiento de Villamuriel de Cerrato y Grijota, que pasa a ser del PP. Cuentan con seis alcaldías.
El número de ayuntamientos de Cs no ha variado, pero pierden el de Cervera de Pisuerga y ganan el de Palencia. Por último, Herrera de Pisuerga deja de ser municipio del PP para ser independiente.

## Resultados en los municipios de más de 1000 habitantes

### Aguilar de Campoo
- 13 concejales a elegir
- Alcaldesa saliente: María José Ortega Gómez (PP)
- Alcaldesa electa: María José Ortega Gómez (PP)
| Cabeza de Lista                 | Lista   | Votos | Porcentaje | Concejales | Variación |
| ------------------------------- | ------- | ----- | ---------- | ---------- | --------- |
| María José Ortega Gómez         | PP      | 2.031 | 50,48      | 8          | +1        |
| Abilio Antonio Fontaneda García | PSOE    | 1.175 | 29,21      | 4          | +1        |
| Juan José Mangas Sánchez        | Cs      | 330   | 8,20       | 1          | 0         |
| Gorka López Prieto              | Podemos | 223   | 5,54       | 0          | np        |
| Daniel Martín Fernández         | IU      | 203   | 5,05       | 0          | np        |

### Astudillo
- 9 concejales a elegir
- Alcalde saliente: Luis Santos González (PP)
- Alcalde electo: Luis Santos González (PP)
| Cabeza de Lista                  | Lista | Votos | Porcentaje | Concejales | Variación |
| -------------------------------- | ----- | ----- | ---------- | ---------- | --------- |
| Luis Santos González             | PP    | 423   | 57,09      | 6          | 0         |
| María del Pilar García Colmenero | PSOE  | 186   | 25,10      | 2          | -1        |
| María Pilar Calvo Duque          | HA    | 122   | 16,46      | 1          | np        |

### Baltanás
- 9 concejales a elegir
- Alcaldesa saliente: María José de la Fuente Fombellida (PP)
- Alcaldesa electa: María José de la Fuente Fombellida (PP)
| Cabeza de Lista                    | Lista | Votos | Porcentaje | Concejales | Variación |
| ---------------------------------- | ----- | ----- | ---------- | ---------- | --------- |
| María José de la Fuente Fombellida | PP    | 524   | 61,65      | 6          | +1        |
| Diego Benito Cancho                | PSOE  | 316   | 37,18      | 3          | -1        |

### Barruelo de Santullán
- 9 concejales a elegir
- Alcalde saliente: Javier Avelino Calderón Díez (PP)
- Alcalde electo: Cristian Delgado Alves (PSOE)
| Cabeza de Lista                | Lista     | Votos | Porcentaje | Concejales | Variación |
| ------------------------------ | --------- | ----- | ---------- | ---------- | --------- |
| Cristian Delgado Alves         | PSOE      | 451   | 55,68      | 5          | +3        |
| María Isabel Martínez González | ABI-PACTO | 232   | 28,64      | 3          | +1        |
| Amador García Barrio           | PP        | 121   | 14,94      | 1          | -3        |

### Carrión de los Condes
- 11 concejales a elegir
- Alcalde saliente: José Manuel Otero Sanz (Cs)
- Alcalde electo: José Manuel Otero Sanz (Cs)
| Cabeza de Lista                     | Lista | Votos | Porcentaje | Concejales | Variación |
| ----------------------------------- | ----- | ----- | ---------- | ---------- | --------- |
| Francisco Javier Villafruela Fierro | PP    | 612   | 43,50      | 5          | 0         |
| José Manuel Otero Sanz              | Cs    | 544   | 38,66      | 5          | +1        |
| Olegario Ramos Antolín              | PSOE  | 123   | 8,74       | 1          | -1        |
| Francisco Santos Morante            | VOX   | 96    | 6,82       | 0          | np        |
| María Elisabet Manero Aramburu      | AEIC  | 15    | 1,07       | 0          | np        |

### Cervera de Pisuerga
- 11 concejales a elegir
- Alcalde saliente: María Francisca Peña de la Hera (Cs)
- Alcalde electo: Jorge Ibáñez Díaz (PSOE)
| Cabeza de Lista                 | Lista | Votos | Porcentaje | Concejales | Variación |
| ------------------------------- | ----- | ----- | ---------- | ---------- | --------- |
| Jorge Ibáñez Díaz               | PSOE  | 572   | 36,86      | 5          | +3        |
| María Victoria Álvarez Somoano  | PP    | 567   | 36,53      | 4          | -1        |
| María Francisca Peña de la Hera | Cs    | 202   | 13,02      | 1          | -3        |
| Álvaro Iglesias Sierra          | VOX   | 124   | 7,99       | 1          | np        |
| Marcelino Gutiérrez Martín      | IU    | 75    | 4,83       | 0          | np        |

### Dueñas
- 11 concejales a elegir
- Alcalde saliente: Miguel Ángel Blanco Pastor (PSOE)
- Alcalde electo: Miguel Ángel Blanco Pastor (PSOE)
| Cabeza de Lista                 | Lista | Votos | Porcentaje | Concejales | Variación |
| ------------------------------- | ----- | ----- | ---------- | ---------- | --------- |
| Miguel Ángel Blanco Pastor      | PSOE  | 939   | 56,74      | 7          | +1        |
| María Victoria Cosgaya González | PP    | 356   | 21,51      | 2          | -2        |
| Ángel López Iglesias            | Cs    | 182   | 11,00      | 1          | np        |
| Begoña Solla Moreno             | IU    | 154   | 9,31       | 1          | 0         |

### Grijota
- 11 concejales a elegir
- Alcalde saliente: David Ontaneda Bravo (PSOE)
- Alcalde electo: Jesús Ángel Tapia Cea (PP)
| Cabeza de Lista             | Lista | Votos | Porcentaje | Concejales | Variación |
| --------------------------- | ----- | ----- | ---------- | ---------- | --------- |
| Jesús Ángel Tapia Cea       | PP    | 645   | 49,96      | 7          | +2        |
| Noelia González Calvo       | PSOE  | 252   | 19,52      | 2          | -2        |
| Juan Carlos Pando Fernández | CpG   | 155   | 12,01      | 1          | np        |
| Jorge Llanos Martín         | Cs    | 117   | 9,06       | 1          | -1        |
| Jorge Casacuberta Fito      | GP    | 54    | 4,18       | 0          | np        |
| Sandra Valverde García      | VOX   | 53    | 4,11       | 0          | np        |

### Guardo
- 13 concejales a elegir
- Alcalde saliente: Juan Jesús Blanco Muñiz (PP)
- Alcalde electo: Gema Sanfélix Boubeta (PSOE)
| Cabeza de Lista              | Lista   | Votos | Porcentaje | Concejales | Variación |
| ---------------------------- | ------- | ----- | ---------- | ---------- | --------- |
| Juan Jesús Blanco Muñiz      | PP      | 1.506 | 41,58      | 6          | 0         |
| Gema Sanfélix Boubeta        | PSOE    | 1.194 | 32,97      | 4          | +2        |
| José Carlos Narganes Allende | Cs      | 594   | 16,40      | 2          | -2        |
| Ricardo López Prieto         | Podemos | 272   | 7,51       | 1          | np        |

### Herrera de Pisuerga
- 11 concejales a elegir
- Alcalde saliente: Javier San Millán Merino (PP)
- Alcalde electo: Francisco Javier García Ortega (IPH)
| Cabeza de Lista                   | Lista | Votos | Porcentaje | Concejales | Variación |
| --------------------------------- | ----- | ----- | ---------- | ---------- | --------- |
| Francisco Javier Fernández Ortega | IPH   | 571   | 45,14      | 5          | np        |
| Luis Javier San Millán Merino     | PP    | 480   | 37,94      | 5          | -2        |
| Paula Sanz Combarros              | PSOE  | 131   | 10,36      | 1          | -1        |
| Juan Alberto Martínez Barrera     | IU    | 65    | 6,14       | 0          | -2        |

### Osorno la Mayor
- 9 concejales a elegir
- Alcaldesa saliente: María Félix Dehesa Pastor (PP)
- Alcaldesa electa: María Félix Dehesa Pastor (PP)
| Cabeza de Lista            | Lista | Votos | Porcentaje | Concejales | Variación |
| -------------------------- | ----- | ----- | ---------- | ---------- | --------- |
| María Félix Dehesa Pastor  | PP    | 388   | 52,65      | 5          | -1        |
| Miguel Ángel Peláez Moreno | PSOE  | 326   | 44,23      | 4          | +1        |

### Palencia
Elecciones municipales de 2019 en Palencia
- 25 concejales a elegir
- Alcalde saliente: Carlos Alfonso Polanco Rebolleda (PP)
- Alcalde electo: Mario Simón Martín (Cs)
| Cabeza de Lista                  | Lista              | Votos  | Porcentaje | Concejales | Variación |
| -------------------------------- | ------------------ | ------ | ---------- | ---------- | --------- |
| Raquel Míriam Andrés Prieto      | PSOE               | 16.303 | 37,86      | 11         | +3        |
| Carlos Alfonso Polanco Rebolleda | PP                 | 14.366 | 33,36      | 9          | -1        |
| Mario Simón Martín               | Cs                 | 5.138  | 11,93      | 3          | 0         |
| Sonia Luisa Lalanda Sanmiguel    | VOX                | 2.633  | 6,11       | 1          | np        |
| Sonia Ordóñez Rodríguez          | GP                 | 2.403  | 5,58       | 1          | -3        |
| Francisco José Salcedo Moya      | Podemos-Equo       | 1.436  | 3,33       | 0          | np        |
| Julio Ramón Echazara San Martín  | PCAS-TC:PACTO      | 242    | 0,56       | 0          | 0         |
| Eduardo Lera Benavides           | Unión Regionalista | 87     | 0,20       | 0          | np        |
| Adrián González Ruiz             | FE de las JONS     | 30     | 0,07       | 0          | 0         |

### Paredes de Nava
- 9 concejales a elegir
- Alcalde saliente: Luis Antonio Calderón Nájera (PP)
- Alcalde electo: Luis Antonio Calderón Nájera (PP)
| Cabeza de Lista              | Lista | Votos | Porcentaje | Concejales | Variación |
| ---------------------------- | ----- | ----- | ---------- | ---------- | --------- |
| Luis Antonio Calderón Nájera | PP    | 838   | 58,77      | 6          | +1        |
| Daniel de Jesús Treceño      | PSOE  | 477   | 33,45      | 3          | -1        |
| Jesús Ángel Infante Antolín  | Cs    | 98    | 6,87       | 0          | np        |

### Saldaña
- 11 concejales a elegir
- Alcalde saliente: Gerardo Luis León Palenzuela (PP)
- Alcalde electo: Adolfo Fernando Palacios Rodríguez (PP)
| Cabeza de Lista                    | Lista | Votos | Porcentaje | Concejales | Variación |
| ---------------------------------- | ----- | ----- | ---------- | ---------- | --------- |
| Adolfo Fernando Palacios Rodríguez | PP    | 943   | 52,92      | 6          | 0         |
| Jesús Gonzalo González Martínez    | PSOE  | 676   | 37,93      | 5          | +1        |
| José Óscar Cordero Herrero         | Cs    | 119   | 6,68       | 0          | -1        |

### Santibáñez de la Peña
- 9 concejales a elegir
- Alcalde saliente: Manuel Maza de las Heras (PP)
- Alcalde electo: Manuel Maza de las Heras (PP)
| Cabeza de Lista               | Lista | Votos | Porcentaje | Concejales | Variación |
| ----------------------------- | ----- | ----- | ---------- | ---------- | --------- |
| Manuel Maza de las Heras      | PP    | 343   | 48,72      | 5          | 0         |
| José Ignacio González Allende | IU    | 155   | 22,02      | 2          | 0         |
| Rafael Martín Macho           | PSOE  | 101   | 14,35      | 1          | -1        |
| Roberto Martín Pelaz          | Cs    | 74    | 10,51      | 1          | np        |
| Santiago Román Peña           | UDEC  | 26    | 3,69       | 0          | np        |

### Velilla del Río Carrión
- 9 concejales a elegir
- Alcalde saliente: Gonzalo Pérez Ibáñez (PP)
- Alcalde electo: Belinda Mencía Solla (PSOE)
| Cabeza de Lista              | Lista | Votos | Porcentaje | Concejales | Variación |
| ---------------------------- | ----- | ----- | ---------- | ---------- | --------- |
| Gonzalo Pérez Ibáñez         | PP    | 440   | 45,74      | 4          | -1        |
| Belinda Mencía Solla         | PSOE  | 356   | 37,01      | 4          | 0         |
| Víctor Manuel Fernández Diez | Cs    | 151   | 15,70      | 1          | np        |

### Venta de Baños
- 13 concejales a elegir
- Alcaldesa saliente: Rosa María Juanes Gutiérrez (PSOE)
- Alcalde electo: José María López Acero (PSOE)
| Cabeza de Lista                   | Lista          | Votos | Porcentaje | Concejales | Variación |
| --------------------------------- | -------------- | ----- | ---------- | ---------- | --------- |
| José María López Acero            | PSOE           | 1.545 | 45,74      | 7          | +2        |
| José Luis Amadeo Valcárcel Losada | PP             | 731   | 21,64      | 3          | -1        |
| María Milagros Bodero Paredes     | Cs             | 424   | 12,55      | 2          | +1        |
| David López Carazo                | IU             | 408   | 12,08      | 1          | -1        |
| Virginia Blanco Valle             | Podemos - Equo | 201   | 5,95       | 0          | -1        |

### Villalobón
- 9 concejales a elegir
- Alcalde saliente: Gonzalo Mota Alario (PP)
- Alcalde electo: Gonzalo Mota Alario (PP)
| Cabeza de Lista                    | Lista | Votos | Porcentaje | Concejales | Variación |
| ---------------------------------- | ----- | ----- | ---------- | ---------- | --------- |
| Gonzalo Mota Alario                | PP    | 551   | 56,00      | 6          | 0         |
| Fernando Eulogio Hernández Portela | PSOE  | 319   | 32,42      | 3          | +2        |
| Juan Cruz Vidal Carazo             | Cs    | 65    | 6,61       | 0          | -1        |
| Juan José Zamorano Estébanez       | GP    | 39    | 3,96       | 0          | -1        |

### Villamuriel de Cerrato
- 13 concejales a elegir
- Alcalde saliente: Jesús María García Ruiz (PSOE)
- Alcalde electo: Roberto Martín Casado (PP)
| Cabeza de Lista            | Lista        | Votos | Porcentaje | Concejales | Variación |
| -------------------------- | ------------ | ----- | ---------- | ---------- | --------- |
| Roberto Martín Casado      | PP           | 1.679 | 46,32      | 7          | +1        |
| Amador Aparicio Prado      | PSOE         | 1.091 | 30,10      | 5          | 0         |
| Eduardo Hermida Mestanza   | IU           | 396   | 10,92      | 1          | -1        |
| Miguel Ángel Prieto García | Cs           | 188   | 5,19       | 0          | 0         |
| Lucía Gómez Bacariza       | Podemos-Equo | 126   | 3,48       | 0          | 0         |
| Santiago Diez Romero       | VOX          | 113   | 3,12       | 0          | 0         |

## Resultados en el resto de municipios de la provincia
Los municipios más pequeños dieron de nuevo, en líneas generales, su apoyo a las candidaturas del PP.
| Municipio                      | Concejales PP | Concejales PSOE | Concejales otros partidos                       | Alcalde                                             |
| ------------------------------ | ------------- | --------------- | ----------------------------------------------- | --------------------------------------------------- |
| Abarca de Campos               | 3             | 0               |                                                 | Miguel Martín Bueno (PP)                            |
| Abia de las Torres             | 5             | 0               |                                                 | Juan José Sánchez Gutiérrez (PP)                    |
| Alar del Rey                   | 2             | 1               | Cs: 4                                           | Luis Manuel Mazuelas Otero (Cs)                     |
| Alba de Cerrato                | 3             | 0               |                                                 | Jaime García Ruiz (PP)                              |
| Amayuelas de Arriba            | 3             | 0               |                                                 | Basilio Tarrero Gutiérrez (PP)                      |
| Ampudia                        | 3             | 3               | Cs: 1                                           | José Luis Gil Marcos (PSOE)                         |
| Amusco                         | 3             | 2               | Cs: 2                                           | María Auxiliadora Redondo Sáez (PSOE)               |
| Antigüedad                     | 3             | 4               |                                                 | Luis Fernando Cantero Mena (PSOE)                   |
| Arconada                       | 2             | 1               | Cs: 0                                           | Fernando Gómez Aparicio (PP)                        |
| Autilla del Pino               | 4             | 0               | Cs: 1                                           | María del Rosario Diez Rodríguez (PP)               |
| Autillo de Campos              | 4             | 1               |                                                 | Ángel Castro Asensio (PP)                           |
| Ayuela                         | 1             | 2               |                                                 | Emilio Antolín Izquierdo (PSOE)                     |
| Baquerín de Campos             | 2             | 1               |                                                 | Eduardo Manzano Areños (PP)                         |
| Bárcena de Campos              | 3             | 0               |                                                 | José Antonio Abad Herrero (PP)                      |
| Báscones de Ojeda              | 4             | 0               | Cs: 1 / Equo: 0                                 | José María Bravo Martín (PP)                        |
| Becerril de Campos             | 6             | 1               |                                                 | Francisco Pérez Castrillo (PP)                      |
| Belmonte de Campos             | 2             | 1               |                                                 | Jesús Alfonso Agúndez Gómez (PP)                    |
| Berzosilla                     | 2             | 1               |                                                 | José Manuel Díaz López (PP)                         |
| Boada de Campos                | 3             |                 |                                                 | Luis Carlos Castañeda Lopezuazo (PP)                |
| Boadilla del Camino            | 1             | 4               |                                                 | Carlos José Saldaña Mediavilla (PSOE)               |
| Boadilla de Rioseco            | 4             | 1               |                                                 | José González Díaz (PP)                             |
| Brañosera                      | 1             | 4               | Cs: 0                                           | Jesús Mediavilla Rodríguez (PSOE)                   |
| Buenavista de Valdavia         | 3             | 1               | Cs: 3                                           | Héctor Marcos Fernández (Cs)                        |
| Bustillo de la Vega            | 5             | 2               |                                                 | María Socorro Revilla Ortega (PP-ind)               |
| Bustillo del Páramo de Carrión | 3             | 0               |                                                 | Juan María Miguel Mata (PP)                         |
| Calahorra de Boedo             | 1             | 0               | AEIC: 2                                         | Juan Carlos Campo de la Parte (AEIC)                |
| Calzada de los Molinos         | 3             | 4               |                                                 | Paula Castrillo Ortega (PSOE)                       |
| Capillas                       | 3             | 0               |                                                 | María Luz Blanco Carbajo (PP)                       |
| Cardeñosa de Volpejera         | 2             | 1               |                                                 | Francisco Javier Velasco Garrido (PP)               |
| Castil de Vela                 | 3             | 0               |                                                 | José Manuel Pérez Bernal (PP)                       |
| Castrejón de la Peña           | 5             | 2               |                                                 | Luis Carlos Clemente Fernández (PP)                 |
| Castrillo de Don Juan          | 4             | 0               | Cs: 1                                           | Santiago Benito Bombín (PP)                         |
| Castrillo de Onielo            | 4             | 1               |                                                 | David Beltrán Perote (PP)                           |
| Castrillo de Villavega         | 5             | 0               | Cs: 0                                           | José María Castrillo del Río (PP)                   |
| Castromocho                    | 5             | 0               |                                                 | Florencio Pablo Caballero de la Torre (PP)          |
| Cervatos de la Cueza           | 5             | 2               |                                                 | María Inmaculada Malanda Fernández (PP)             |
| Cevico de la Torre             | 1             | 0               | Unión Regionalista: 6                           | José María Rodríguez Calzada (Unión Regionalista)   |
| Cevico Navero                  | 4             | 1               |                                                 | Víctor Pérez Calvo (PP)                             |
| Cisneros                       | 3             | 4               |                                                 | Rosa María Aldea Gómez (PSOE)                       |
| Cobos de Cerrato               | 4             | 1               |                                                 | Araceli Martínez Arnaiz (PP)                        |
| Collazos de Boedo              | 4             | 0               | Vox: 1                                          | Sergio Martín Pérez (PP)                            |
| Congosto de Valdavia           | 3             | 2               |                                                 | Raimundo Vicente Villalba (PP)                      |
| Cordovilla la Real             | 1             | 0               | Cs: 2                                           | Roberto Rodríguez Rodríguez (Cs)                    |
| Cubillas de Cerrato            | 3             | 0               |                                                 | Ramón Delgado González (PP)                         |
| Dehesa de Montejo              | 2             | 3               |                                                 | Javier de la Verdura Tejerina (PSOE)                |
| Dehesa de Romanos              | 3             | 0               | D2019: 0                                        | Roberto Fernández Martín (PP)                       |
| Espinosa de Cerrato            | 4             | 1               |                                                 | Rodrigo de la Cruz Revilla (PP)                     |
| Espinosa de Villagonzalo       | 5             | 0               |                                                 | Pedro José Muñoz Calvo (PP)                         |
| Frechilla                      | 4             | 1               |                                                 | Javier Diez Maraña (PP)                             |
| Fresno del Río                 | 1             | 0               | AEIF: 4                                         | Guzmán Amado Gutiérrez Valdeón (AEIF)               |
| Frómista                       | 4             | 3               | Cs: 0                                           | Fernando Diez Mediavilla (PP)                       |
| Fuentes de Nava                | 4             | 1               | Cs: 2                                           | Carlos Gutiérrez Rodríguez (PP)                     |
| Fuentes de Valdepero           | 3             | 2               | Cs: 2                                           | Fernando Martín Antolín (PP)                        |
| Guaza de Campos                | 3             | 0               |                                                 | Luis Fernando Cano López (PP)                       |
| Hérmedes de Cerrato            | 3             | 0               |                                                 | José Julio Rojo Encinas (PP)                        |
| Herrera de Valdecañas          | 1             | 0               | HdV: 4                                          | Víctor Arroyo Gallardo (HdV)                        |
| Hontoria de Cerrato            | 3             | 0               | IU y JPH: 1 cada uno Cs y Unión Regionalista: 0 | Juan Antonio Abarquero Abarquero (PP)               |
| Hornillos de Cerrato           | 3             | 0               | GIHDC y Cs: 1 cada uno                          | Ignacio Valdeolmillos Marcos (PP)                   |
| Husillos                       | 2             | 5               |                                                 | Juan Jesús Nevares Heredia (PSOE)                   |
| Itero de la Vega               | 4             | 0               | GP: 1                                           | Carlos Quijano Arenas (PP)                          |
| Lagartos                       | 2             | 0               | Cs: 3                                           | Francisco Javier Salán Salán (Cs)                   |
| Lantadilla                     | 7             |                 |                                                 | Elisa Carretón Puebla (PP)                          |
| Ledigos                        | 2             | 0               | Cs: 1                                           | Juan Jesús Herrero Calvo (PP)                       |
| Loma de Ucieza                 | 2             | 3               |                                                 | Mariano Relea Lerones (PSOE)                        |
| Lomas de Campos                | 2             | 1               |                                                 | Raúl Cuesta Gutiérrez (PP)                          |
| Magaz de Pisuerga              | 4             | 3               | GP-IU y Vox: 0                                  | Patricia Pérez Blanco (PP)                          |
| Manquillos                     | 2             | 1               | Cs: 0                                           | Eugenio Retuerto Merino (PP)                        |
| Mantinos                       | 3             | 2               |                                                 | José Manuel del Blanco Fernández (PP)               |
| Marcilla de Campos             | 2             | 0               | Cs: 1                                           | Marco Quirce Vázquez (PP)                           |
| Mazariegos                     | 5             | 0               |                                                 | Anastasio Morate Fernández (PP)                     |
| Mazuecos de Valdeginate        | 4             | 1               |                                                 | Francisco Javier Melero Juara (PP)                  |
| Melgar de Yuso                 | 4             | 0               | Cs: 3                                           | Héctor González Serna (PP)                          |
| Meneses de Campos              | 4             | 0               | Cs: 1                                           | Alberto José Blanco Sánchez (PP)                    |
| Micieces de Ojeda              | 3             | 0               |                                                 | Javier Fraile Cubillo (PP)                          |
| Monzón de Campos               | 2             | 5               |                                                 | Mariano Martínez Hoyos (PSOE)                       |
| Moratinos                      | 2             | 1               |                                                 | Gregorio Borge Celada (PP)                          |
| Mudá                           | 2             | 0               | Cs: 2                                           | Antonio Soarez de Almeida (PP)                      |
| Nogal de las Huertas           | 1             | 2               |                                                 | Ángel María Pérez Martínez (PSOE)                   |
| Olea de Boedo                  | 3             | 0               |                                                 | Miguel Ángel Merino Ibáñez (PP)                     |
| Olmos de Ojeda                 | 4             | 0               | Cs: 1                                           | Santiago José Díaz de Bustamante López Vázquez (PP) |
| Osornillo                      | 3             | 0               |                                                 | Jesús Gutiérrez Cebrián (PP)                        |
| Palenzuela                     | 5             | 0               |                                                 | Sara Esteban de los Mozos (PP)                      |
| Páramo de Boedo                | 4             | 1               |                                                 | Aurel Truta (PP)                                    |
| Payo de Ojeda                  | 1             | 2               |                                                 | Alberto Fernández Polanco (PSOE)                    |
| Pedraza de Campos              | 2             | 0               | PM: 1                                           | Gaspar Polanco Aristín (PP)                         |
| Pedrosa de la Vega             | 4             | 2               | Vox: 1                                          | Arturo Calvo Lorenzo (PP)                           |
| Perales                        | 3             | 0               | Cs: 0                                           | José Luis Marcos Pinto (PP)                         |
| Pernía, La                     | 4             | 2               | Cs: 1                                           | Mariano San Abelardo Rodríguez (PP)                 |
| Piña de Campos                 | 5             | 0               |                                                 | Baldomero García Montes (PP)                        |
| Pino del Río                   | 5             | 0               |                                                 | José Miguel Martín Novoa (PP)                       |
| Población de Arroyo            | 3             | 0               |                                                 | Mariano Gerardo Quintanilla Pérez (PP)              |
| Población de Campos            | 4             | 1               |                                                 | José Antonio Marcial Torres (PP)                    |
| Población de Cerrato           | 4             | 1               |                                                 | Godofredo Palomo Ruiz (PP)                          |
| Polentinos                     | 3             | 0               |                                                 | María Azucena Martínez Pérez (PP)                   |
| Pomar de Valdivia              | 4             | 3               |                                                 | Teófilo Calderón Calderón (PP)                      |
| Poza de la Vega                | 0             | 1               | AEIP: 4                                         | Roberto Alonso Santos (AEIP)                        |
| Pozo de Urama                  | 1             | 2               |                                                 | María Jesús Saldaña Alonso                          |
| Prádanos de Ojeda              | 4             | 0               | Cs: 1                                           | María Rosa Matabuena Martínez de Luna (PP)          |
| Puebla de Valdavia, La         | 3             | 2               |                                                 | María del Pilar González Nieto (PP)                 |
| Quintana del Puente            | 4             | 3               |                                                 | María Yolanda Gutiérrez González (PP)               |
| Quintanilla de Onsoña          | 4             | 1               |                                                 | María Teresa Carmona Crespo (PP)                    |
| Reinoso de Cerrato             | 2             | 0               | GP: 1                                           | José Luis Ayuso García (PP)                         |
| Renedo de la Vega              | 5             | 0               |                                                 | Juan José Herrero Diez (PP)                         |
| Requena de Campos              | 3             | 0               |                                                 | María del Socorro Ortega Herreros (PP)              |
| Respenda de la Peña            | 1             | 4               |                                                 | Alfonso Crespo González (PSOE)                      |
| Revenga de Campos              | 2             | 3               |                                                 | Jessica Abia Castaño (PSOE)                         |
| Revilla de Collazos            | 3             | 0               |                                                 | Ángel Pérez López (PP)                              |
| Ribas de Campos                | 4             | 1               |                                                 | Julio Martínez Llorente (PP)                        |
| Riberos de la Cueza            | 2             | 0               | AEIR: 1                                         | Rogelio de Prado Garrido (PP)                       |
| Salinas de Pisuerga            | 1             | 4               | GP: 2                                           | Julián Aguilar Macho (PSOE)                         |
| San Cebrián de Campos          | 2             | 5               |                                                 | Javier Camaleño Delgado (PSOE-ind)                  |
| San Cebrían de Mudá            | 1             | 4               |                                                 | Jesús González Ruiz (PSOE)                          |
| San Cristóbal de Boedo         | 3             | 0               |                                                 | José María Herrero Ibáñez (PP)                      |
| San Mamés de Campos            | 2             | 1               |                                                 | Jesús Salvador Herrero Vega (PP)                    |
| San Román de la Cuba           | 3             | 0               |                                                 | José María Areños Tejerina (PP)                     |
| Santa Cecilia del Alcor        | 3             | 2               |                                                 | Héctor Alonso Vivas (PP)                            |
| Santa Cruz de Boedo            | 2             | 1               |                                                 | Eutiquia Carnero Martín (PP)                        |
| Santervás de la Vega           | 5             | 1               | Cs: 1                                           | Luis Fernando Vela Martínez (PP)                    |
| Santibáñez de Ecla             | 3             | 0               |                                                 | Félix Ángel Izquierdo García (PP)                   |
| Santoyo                        | 4             | 1               |                                                 | César Javier Pérez Andrés (PP)                      |
| Serna, La                      | 3             | 0               | Cs: 0                                           | Luis Antonio Puebla Luis (PP)                       |
| Sotobañado y Priorato          | 5             | 0               |                                                 | Miguel Abia Lozano (PP)                             |
| Soto de Cerrato                | 4             | 0               | Cs: 1                                           | Jesús María Sánchez Cantera (PP)                    |
| Tabanera de Cerrato            | 5             | 0               |                                                 | María Luz Íscar Sastre (PP)                         |
| Tabanera de Valdavia           | 3             | 0               |                                                 | Honorino Fontecha Roscales (PP)                     |
| Támara de Campos               | 2             | 1               | GP: 0                                           | María Concha Gallardo García (PP)                   |
| Tariego de Cerrato             | 3             | 4               | Cs: 0                                           | Luis Ángel Martín Paredes (PSOE)                    |
| Torquemada                     | 5             | 2               |                                                 | Jorge Domingo Martínez Antolín (PP)                 |
| Torremormojón                  | 3             | 0               |                                                 | María Teresa Atienza Alonso (PP)                    |
| Triollo                        | 2             | 1               | TP: 0                                           | Gerardo Lobato Ruesga (PP)                          |
| Valbuena de Pisuerga           | 2             | 0               | Cs: 1                                           | Jesús María Palacín de los Mozos (PP)               |
| Valdeolmillos                  | 3             | 0               |                                                 | Jesús María Ortega Amor (PP)                        |
| Valderrábano                   | 3             |                 |                                                 | Santiago Javier del Dujo Acero (PP)                 |
| Valde-Ucieza                   | 2             | 1               |                                                 | Javier García Montes (PP)                           |
| Valle de Cerrato               | 2             | 1               |                                                 | Santiago Beltrán Moreno (PP)                        |
| Valle del Retortillo           | 4             | 1               |                                                 | Julio Alfonso Escobar Diez (PP)                     |
| Vertavillo                     | 1             | 1               | Cs: 3                                           | María Estela Redondo García (Cs)                    |
| Vid de Ojeda, La               | 3             | 0               |                                                 | Emilio Mata Gregorio (PP)                           |
| Villabasta de Valdavia         | 2             | 1               |                                                 | Luis Ángel Rodríguez Merino (PP)                    |
| Villacidaler                   | 3             | 0               |                                                 | José Antonio García González (PP)                   |
| Villaconancio                  | 2             | 0               | Cs: 1                                           | José Antonio Flores Franco (PP)                     |
| Villada                        | 4             | 3               |                                                 | Manuel Gañán Rodríguez (PP)                         |
| Villaeles de Valdavia          | 1             | 0               | Cs: 2                                           | María Lourdes Martínez Rebanal (Cs)                 |
| Villahán                       | 4             | 1               |                                                 | María de los Ángeles Cantero Rebollo (PP)           |
| Villaherreros                  | 4             | 1               |                                                 | Félix Diez González (PP)                            |
| Villalaco                      | 2             | 0               | Cs: 1                                           | Rodrigo Manrique Varas (PP)                         |
| Villalba de Guardo             | 3             | 1               | AEIV: 1 / Cs: 0                                 | Javier Sánchez Andrés (PP)                          |
| Villalcázar de Sirga           | 0             | 4               | Cs: 1                                           | Moisés Payo Nevares (PSOE)                          |
| Villalcón                      | 3             | 0               |                                                 | Juan Antonio Valenceja Acero (PP)                   |
| Villaluenga de la Vega         | 3             | 0               | Cs: 4                                           | Isaura de Nicolás Laso (Cs)                         |
| Villamartín de Campos          | 1             | 0               | Cs: 4                                           | Mario García Guardo                                 |
| Villamediana                   | 4             | 1               |                                                 | Emiliano García Estépar (PP)                        |
| Villameriel                    | 4             | 1               |                                                 | Jesús Pérez Lombraña (PP)                           |
| Villamoronta                   | 4             | 1               | Vox: 0                                          | Pedro Caminero Herrero (PP)                         |
| Villamuera de la Cueza         | 2             | 1               | Cs: 0                                           | María Belén Garrido Miguel (PP)                     |
| Villanueva del Rebollar        | 3             | 0               |                                                 | Antonio Pastor Laso (PP)                            |
| Villanuño de Valdavia          | 1             | 2               |                                                 | Marta Vegas Macho (PSOE)                            |
| Villaprovedo                   | 3             | 0               |                                                 | Enrique Santander Aguilar (PP)                      |
| Villarmentero de Campos        | 2             | 0               | Cs: 1                                           | Pedro Víctor Burgos Martínez (PP)                   |
| Villarrabé                     | 5             | 0               |                                                 | Ángel Aricha Barcenilla (PP)                        |
| Villarramiel                   | 4             | 1               | Cs: 2                                           | María Nuria Simón González (PP)                     |
| Villasarracino                 | 4             | 1               |                                                 | Constantino Antolino González (PP)                  |
| Villasila de Valdavia          | 2             | 1               |                                                 | César Sánchez Fernández (PP)                        |
| Villaturde                     | 4             | 1               |                                                 | Pedro Arnillas Martínez (PP)                        |
| Villaumbrales                  | 5             | 2               |                                                 | María Inmaculada Rojo Prieto (PP)                   |
| Villaviudas                    | 3             | 4               |                                                 | Juan Carlos Cantera Fernández (PSOE)                |
| Villerías de Campos            | 1             | 0               | AGELINVI: 2                                     | Mariano Paramio Antolín (AGELINVI)                  |
| Villodre                       | 3             |                 |                                                 | Fernando González Manrique (PP)                     |
| Villodrigo                     | 1             | 4               |                                                 | Javier Alberto Ballobar Gracia (PSOE)               |
| Villoldo                       | 4             | 3               |                                                 | José Ignacio Antolín Merino (PP)                    |
| Villota del Páramo             | 4             | 2               | Cs: 1                                           | Alfonso Álvarez Escobar (PP)                        |
| Villovieco                     | 2             | 0               | AEIV: 1 / Cs: 0                                 | Manuel Eutiquio Garrachón Burgos (PP)               |

## Elección de la Diputación Provincial
De acuerdo con el Título V de la Ley Orgánica 5/1985, de 19 de junio, del Régimen Electoral General los diputados provinciales son electos indirectamente por los concejales. Por la población de la provincia, la Diputación de Palencia está integrada por 25 diputados.
Actúan como circunscripciones electorales para la elección de diputados los Partidos Judiciales existentes en 1979, y a cada Partido Judicial le corresponde elegir el siguiente número de diputados:
| Partido Judicial      | Diputados a elegir (2019) |
| Astudillo             | 1                         |
| Baltanás              | 1                         |
| Carrión de los Condes | 1                         |
| Cervera de Pisuerga   | 4                         |
| Frechilla             | 1                         |
| Palencia              | 15                        |
| Saldaña               | 2                         |
| --------------------- | ------------------------- |

### Resultados totales[221]
| Partido | Diputados | Variación | Votos  | Porcentaje | Concejales |
| ------- | --------- | --------- | ------ | ---------- | ---------- |
| PP      | 14        | -2        | 39.658 | 40,82%     | 619        |
| PSOE    | 8         | +2        | 33.463 | 34,44%     | 256        |
| Cs      | 2         | +1        | 10.687 | 11%        | 75         |
| GP      | 1         | -1        | 4.162  | 4,28%      | 11         |

### Resultados por partido judicial[222]
- Astudillo

| Lista | Diputados | Variación | Votos | Porcentaje | Concejales |
| PP    | 1         | 0         | 1.874 | 58,51      | 64         |
| ----- | --------- | --------- | ----- | ---------- | ---------- |

- Baltanás

| Lista | Diputados | Variación | Votos | Porcentaje | Concejales |
| PP    | 1         | 0         | 2.050 | 49,79      | 85         |
| ----- | --------- | --------- | ----- | ---------- | ---------- |

- Carrión de los Condes

| Lista | Diputados | Variación | Votos | Porcentaje | Concejales |
| PP    | 1         | 0         | 2.590 | 49,80      | 86         |
| ----- | --------- | --------- | ----- | ---------- | ---------- |

- Cervera de Pisuerga

| Lista | Diputados | Variación | Votos | Porcentaje | Concejales |
| PP    | 2         | -1        | 6.265 | 43,11      | 76         |
| PSOE  | 2         | +1        | 4.808 | 33,08      | 54         |
| ----- | --------- | --------- | ----- | ---------- | ---------- |

- Frechilla

| Lista | Diputados | Variación | Votos | Porcentaje | Concejales |
| PP    | 1         | 0         | 2.793 | 57,22      | 89         |
| ----- | --------- | --------- | ----- | ---------- | ---------- |

- Palencia

| Lista | Diputados | Variación | Votos  | Porcentaje | Concejales |
| PSOE  | 6         | +1        | 21.651 | 37,60      | 59         |
| PP    | 6         | -1        | 20.237 | 35,14      | 77         |
| Cs    | 2         | +1        | 6.430  | 11,17      | 15         |
| GP    | 1         | -1        | 3.509  | 6,09       | 4          |
| ----- | --------- | --------- | ------ | ---------- | ---------- |

- Saldaña

| Lista | Diputados | Variación | Votos | Porcentaje | Concejales |
| PP    | 2         | 0         | 3.849 | 50,39      | 142        |
| ----- | --------- | --------- | ----- | ---------- | ---------- |